# Маннс-Гарбор (Північна Кароліна)
Маннс-Гарбор (англ. Manns Harbor) — переписна місцевість (CDP) в США, в окрузі Дер штату Північна Кароліна. Населення — 790 осіб (2020).

## Географія
Маннс-Гарбор розташований за координатами 35°53′55″ пн. ш. 75°46′51″ зх. д. / 35.89861° пн. ш. 75.78083° зх. д. (35.898485, -75.780701).  За даними Бюро перепису населення США в 2010 році переписна місцевість мала площу 10,61 км², з яких 10,56 км² — суходіл та 0,05 км² — водойми.

## Демографія
Згідно з переписом 2010 року, у переписній місцевості мешкала 821 особа в 322 домогосподарствах у складі 231 родини. Густота населення становила 77 осіб/км².  Було 455 помешкань (43/км²).
Расовий склад населення:
| - 89,2 % — білих - 0,7 % — чорних або афроамериканців - 0,5 % — корінних американців - 0,5 % — азіатів - 7,1 % — осіб інших рас |

До двох чи більше рас належало 2,1 %. Частка іспаномовних становила 12,4 % від усіх жителів.
За віковим діапазоном населення розподілялося таким чином: 21,7 % — особи молодші 18 років, 63,6 % — особи у віці 18—64 років, 14,7 % — особи у віці 65 років та старші. Медіана віку мешканця становила 40,4 року. На 100 осіб жіночої статі у переписній місцевості припадало 103,7 чоловіків;  на 100 жінок у віці від 18 років та старших — 102,8 чоловіків також старших 18 років.
Середній дохід на одне домашнє господарство  становив 44 136 доларів США (медіана — 39 718), а середній дохід на одну сім'ю — 44 982 долари (медіана — 39 868). За межею бідності перебувало 9,4 % осіб, у тому числі 15,0 % дітей у віці до 18 років та 0,0 % осіб у віці 65 років та старших.
Цивільне працевлаштоване населення становило 552 особи. Основні галузі зайнятості: мистецтво, розваги та відпочинок — 14,7 %, роздрібна торгівля — 13,6 %, освіта, охорона здоров'я та соціальна допомога — 13,4 %.